# 寬鞍天竺鯛
寬鞍天竺鯛（學名：Apogon pillionatus），為輻鰭魚綱天竺鯛科天竺鯛屬下的一個種，分布於西大西洋美國佛羅里達州南部與巴哈馬到南美洲北部海域，深度15至90公尺，本魚體呈長橢圓形，體稍側扁，頭大、眼大、口大且斜裂，頜齒細小，鋤骨和腭骨通常具齒，舌上無齒，鰓蓋骨後緣棘不發達，體被弱櫛鱗，側線明顯，背鰭2個，尾鰭叉形，體色橘紅色，在尾柄部有2個深色斑塊，體長可達6.5公分，棲息在珊瑚礁及礁石區，屬肉食性，以小型無脊椎動物為食，夜行性，繁殖期時，雄魚具有口孵習性，卵約7日化成仔魚，由雄魚吐出，具短暫的仔魚飄浮期。